# Майкл Стренк
Майкл Стренк (англ. Michael Strank; словац. Michal Strenk; 10 листопада 1919, с. Орябина, Чехословацька республіка — 1 березня 1945, Іодзіма, Японська імперія) — американський військовик українського походження, сержант Корпусу морської піхоти США, учасник бойових дій в Тихоокеанському театрі бойових дій під час Другої світової війни. Старший за званням із шести військовослужбовців, що були зафіксовані на відомій фотографії «Підняття прапора на Іодзіма» Джо Розенталя.

## Життєпис

### Походження
Майкл Стренк народився в русинській (українській) родині в пряшівському селі Орябина в Чехословацькій Республіці (тепер це округ Стара Любовня, Пряшівський край на північному сході Словаччини). Його батьки Василь Стренк (словацькою Vasiľ Strenk) та Марта, до шлюбу Грофікова (словацькою Martha Grofikova), також були уродженцями даного села, яке заселяли переважно лемки. Сім'я Майкла Стренка була типовим прикладом сім'ї емігрантів з Пряшівщини. Значне зростання переселенців в США з території Карпатського регіону почалося наприкінці другої половини XIX століття, і неухильно зростало упродовж наступних десятиліть. Основним центром розселення вихідців зі Словаччини став вугледобувний регіон у штаті Пенсільванія, що потребував недорогої робочої сили.

### Дитинство і юність
Батько Майкла перебрався в США в 1921 році, там він влаштувався працювати у вугільній шахті в окрузі Камбрія, штат Пенсильванія. Сім'я возз'єдналася через рік, коли батько Майкла зібрав необхідну суму грошей для поїздки дружини і сина в Північну Америку з Європи. Дворічний Майкл прибув разом з матір'ю в порт Нью-Йорка 4 серпня 1922 року на лайнері «Berengaria», що вийшов з порту англійського Саутгемптона. У Сполучених Штатах Василь Стренк відомий під ім'ям Чарльз (Charles). Ім'я молодшого сина, дане при народженні, Міхал (Michal) було змінено на англомовний варіант Майкл (Michael), також вживається зменшувальна форма Майк (Mike).
Майкл Стренк навчався в середній школі Франкліна Боро (Пенсильванія), яку закінчив у 1937 році. Після школи він поступив до Цивільного корпусу охорони навколишнього середовища у рамках державної програми Нового курсу. Протягом 18 місяців юний Майкл працював дорожнім робітником штату, а потім — на будівництві автострад.

### Військова служба
6 жовтня 1939 року в Піттсбурзі зарахований до регулярної служби у корпусі морської піхоти строком на чотири роки і був сержантом морської піхоти Сполучених Штатів Америки під час Другої світової війни. З 21 лютого до 18 березня 1942 року як розвідник брав участь в операції висадки та окупації острова Pavuvu на островах Рассела, а також в захопленні та окупації затоки імператриці Августи під час битви за Бугенвіль з 1 листопада до 12 січня 1944 року.
Призначений командиром загону, та приземлився з ним на Іото (яп. 硫黄島, офіційна назва — іото, попередня назва — іодзіма, «сірчаний острів»; англ. Iwo Jima) 19 лютого 1945 року під час битви за Іодзіму. Він за дорученням командування здійснив підйом великого прапора на вершині гори Сурібаті. Він був сфотографований, піднімаючи прапор на вершині гори Сурібаті під час битви за Іодзіму. До кінця березня, троє з шести людей на фотографії були вбиті в боях, в тому числі і Стренк.
Похований на Арлінгтонському національному цвинтарі.

## Нагороди
- Бронзова Зірка з літерою «V» за хоробрість;
- Пурпурне Серце;
- Стрічка учасника бойових дій (ВМС США);
- Подяка Президента (нагороджений 6 разів);
- Медаль за відмінну поведінку;
- Пам'ятна медаль оборони США;
- Медаль «За Американську кампанію»;
- Медаль Медаль Азійсько-Тихоокеанської кампанії (нагороджений 5 разів);
- Медаль Перемоги у Другій світовій війні.

## Вшанування пам'яті
16 лютого 2015 року, до 70-річчя з дня події, в місті Ужгороді, поблизу школи № 4, було встановлено мініскульптуру Майклові Стренкові (скульптор М. Колодко).
Згадується у брошурі «Україна в другій світовій війні», підготовленій Українським інститутом національної пам'яті до 70 річниці Перемоги над нацизмом у Другій світовій.

### В кіно
Майкл Стренк є героєм фільму «Прапори наших батьків» режисера Клінта Іствуда. Його образ втілив канадський актор Беррі Пеппер.

## Галерея

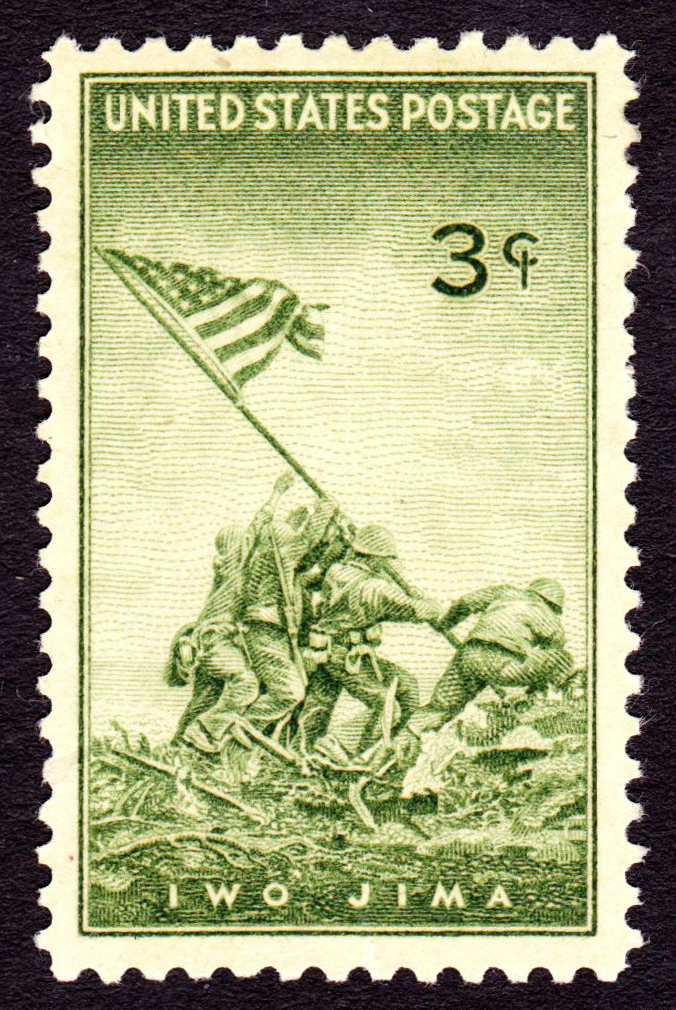
Поштова марка "Підняття прапора над Іводзімою"
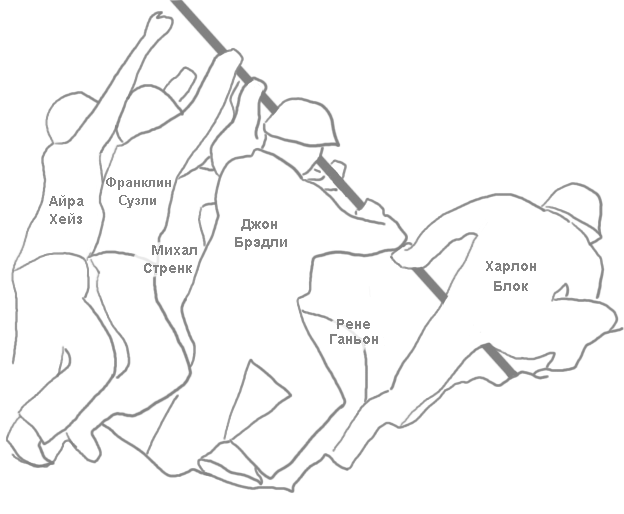
Підйом прапора на горі Сурібаті (ескіз)
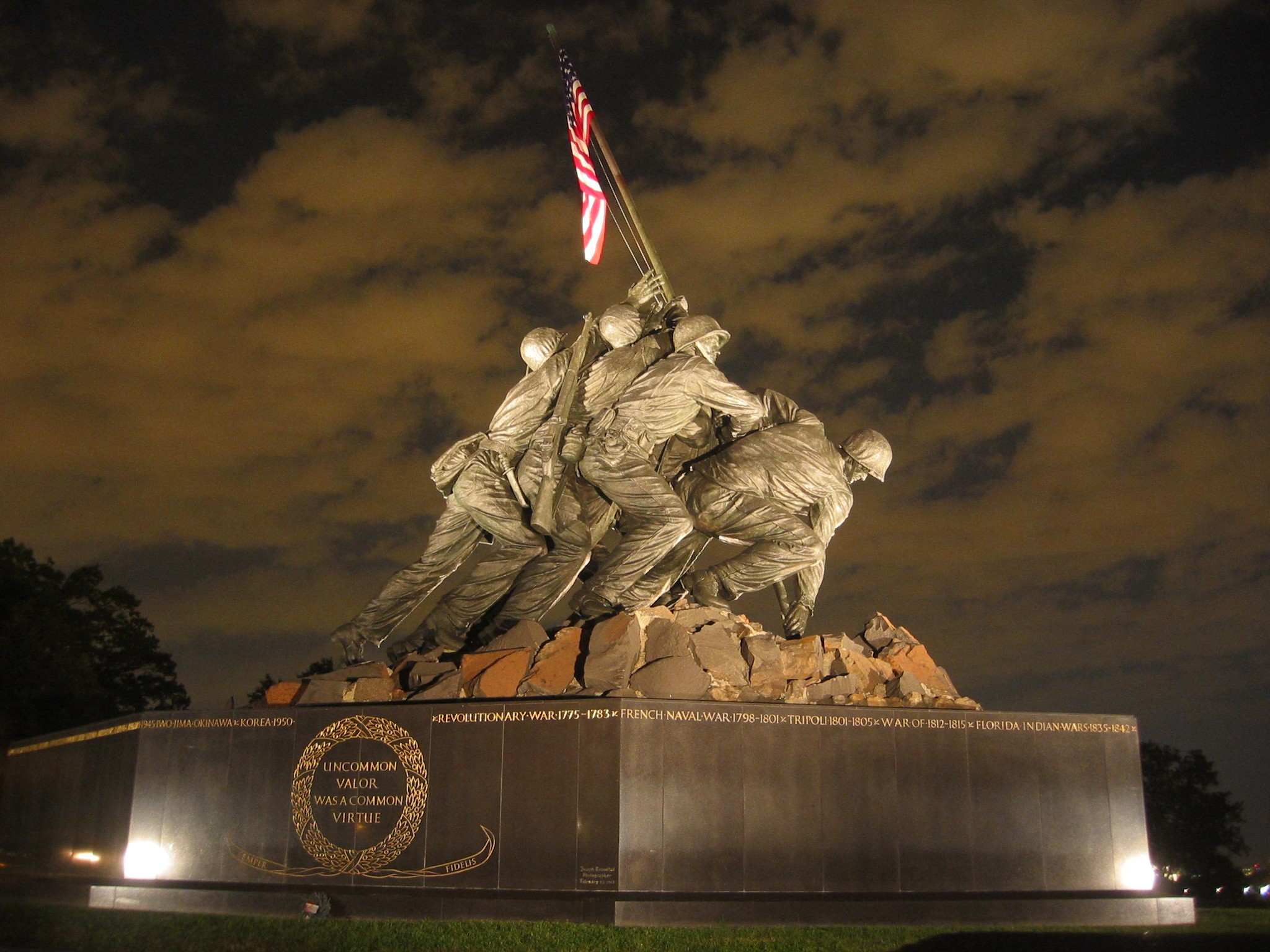
Меморіал Корпусу морської піхоти на Арлінгтонському цвинтарі